# Thomas Gray
Pour les articles homonymes, voir Gray.
Thomas Gray (26 décembre 1716 – 30 juillet 1771) est un poète anglais et professeur d’histoire et des humanités à l’université de Cambridge.

## Biographie
Thomas Gray naît à Londres, et vit avec sa mère après sa séparation de son père, qui était violent. Il fait ses études à Eton College, et devient étudiant, d’abord à Peterhouse, puis au Pembroke College de Cambridge. Durant ses études, il fait la connaissance d’Horace Walpole, qui l’accompagne durant son voyage de formation en Europe. Un tel voyage était de coutume pour les fils des familles aisées à la fin de leurs études. Walpole deviendra son ami intime par la suite.
Gray passe la plus grande partie de sa vie comme étudiant. Bien qu'il ait été un poète peu prolifique (toutes ses œuvres publiées de son vivant n'atteignent pas les 1000 lignes), il est, plus encore que William Collins, la figure prédominante du milieu du XVIIIe siècle. En 1757, il refuse le titre de « poète lauréat » qui lui était offert. En 1768 il succède à Lawrence Brockett comme professeur Regio d’histoire à Cambridge, une sinécure.
Polymathe, Gray a rédigé des textes dans différents domaines : littérature, philosophie, histoire, sciences, architecture, art, géographie et voyages.

## Œuvres

### Élégie écrite dans un cimetière de campagne
L’œuvre la plus célèbre de Gray, Élégie écrite dans un cimetière de campagne (Elegy Written in a Country Churchyard) composée en 1751 probablement dans le cimetière de Stoke Poges, est devenue une pièce importante du patrimoine littéraire anglais. C’est toujours une des poésies les plus citées de la langue anglaise. On raconte qu’avant de livrer la bataille des plaines d'Abraham, le général britannique James Wolfe récita cette poésie à ses soldats, ajoutant « Messieurs, j’aurais préféré écrire cette poésie plutôt que de prendre Québec demain ».
Gray a réussi à conjuguer les formes traditionnelles et la diction poétique avec de nouveaux thèmes et modes d’expression, et peut donc être considéré comme un des précurseurs de la renaissance romantique.
L'Élégie fut immédiatement remarquée pour sa beauté et les poètes de l’École du cimetière furent ainsi nommés pour leurs compositions écrites selon la forme de la poésie de Gray.

### Autres œuvres
Thomas Gray écrivit aussi des poésies plus légères comme Ode on the Death of a Favourite Cat, Drowned in a Tub of Gold Fishes (Ode à la mort d’un chat favori, noyé dans un bocal de poissons rouges), où il offrait la morale que le chat (mort en tentant de pêcher des poissons rouges dans leur bocal) devait apprendre que « tout ce qui brille n’est pas or ».
- (en) Ode on the Spring (écrite en 1742)[2]
- (en) On the Death of Richard West (écrit en 1742)[3]
- (en) Ode on the Death of a Favourite Cat, Drowned in a Tub of Goldfishes (écrite en 1747)[4]
- (en) Ode to a Distant Prospect of Eton College (écrite en 1747 et publiée de manière anonyme)[5]
- (en) Elegy Written in a Country Churchyard (écrit entre 1745 et 1750)[6]
- (en) The Progress of Poesy: A Pindaric Ode (écrit entre 1751 et 1754) [7]
- (en) The Bard: A Pindaric Ode (écrite entre 1755 et 1757)[8]
- (en) The Fatal Sisters: An Ode (écrite en 1761)[9]
- (en) The Descent of Odin (1761)